# Polyommatus bellargus
La niña celeste (Polyommatus bellargus) es una especie de mariposa de la familia Lycaenidae natural de la región paleártica.

## Distribución y hábitat
Su área de distribución incluye Europa (occidente, centro y sur), Turquía, Irak, Irán, el sur de Rusia, Cáucaso, y Transcaucasia.

## Descripción

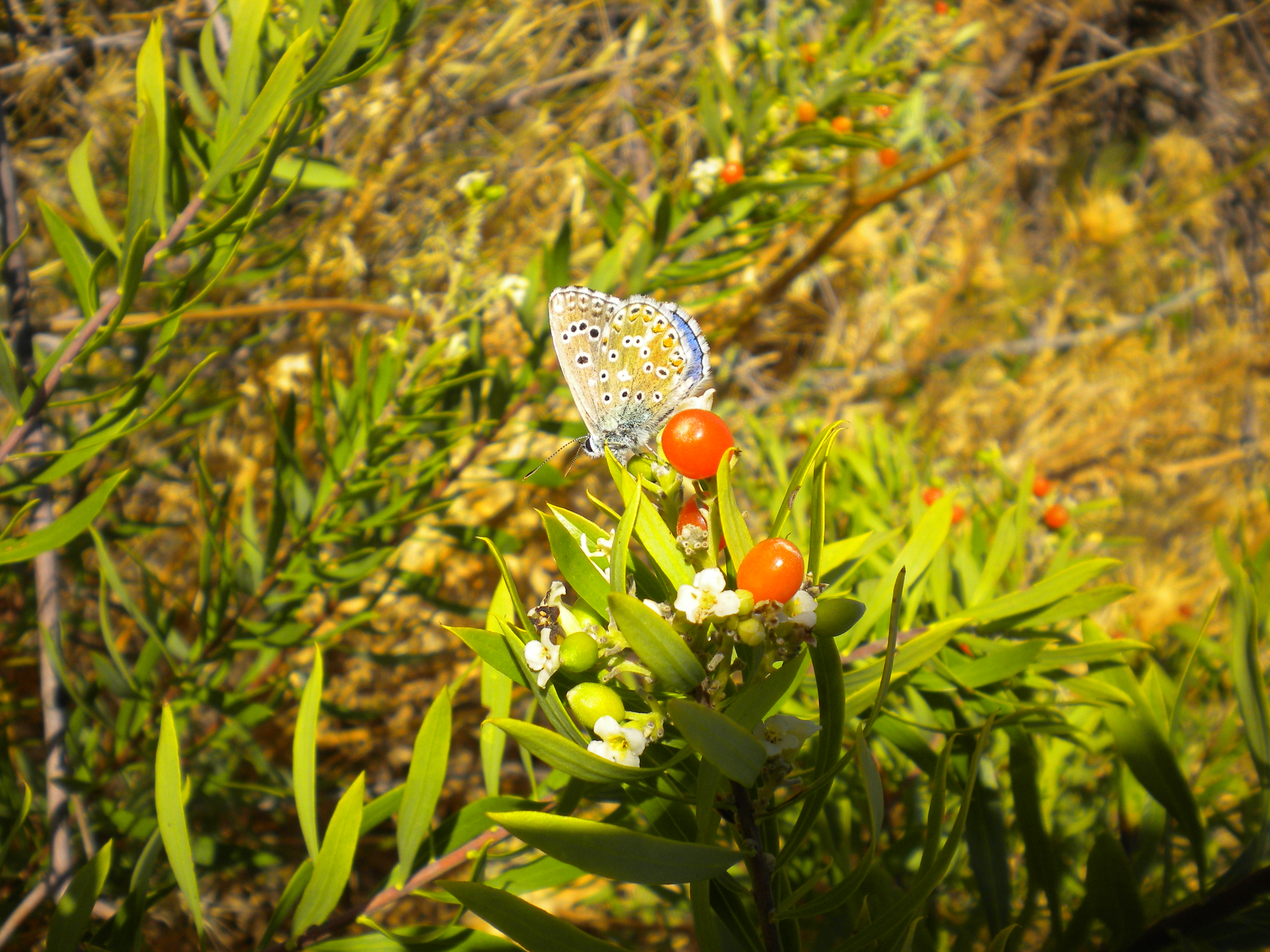
Polyommatus bellargus posada sobre un torvisco (Daphne gnidium).

Es una mariposa pequeña, con una envergadura de unos 17 mm. El cuerpo es peludo y firme. Esta especie de mariposas tiene un dimorfismo sexual muy evidente, puesto que, mientras que las alas de los machos son de coloración azul cielo con reflejos metálicos, las de las hembras son marrones. A la cara inferior, la coloración, de un color beige claro con manchas pequeñas, es muy parecida en los dos sexos.

## Biología
La oruga de esta especie es muy pequeña y solamente alcanza 14 mm de longitud máxima. Se alimenta principalmente de las hojas de la planta herbácea Hippocrepis comosa, de la familia de las papilionacias, de hojas pinnaticompuestas, flores amarillas y fruto constituido por segmentos en forma de herradura y con curvas, propia de los páramos y de los prados secos.
Las orugas tienen una característica muy curiosa, la mirmecofilia, fenómeno de relación simbiótica con hormigas, en este caso, de los géneros Myrmica, Lasius, Tapinoma y Plagiolepis.